# Моругий Андрій Миколайович
Андрі́й Микола́йович Мору́гий (нар. 17 листопада 1974, Браниця, СРСР — пом. 13 липня 2014, Калинове, Україна) — український підприємець-аграрій та військовик, екс-голова правління ПАТ «Племзавод Яненківський», лейтенант 72-ї окремої механізованої бригади. Загинув у ході антитерористичної операції поблизу села Калинове (Донецька область).

## Життєпис
Андрій Моругий народився у селі Браниця, що на Чернігівщині, у родині службовця. Після закінчення середньої школи у 1991 році працював слюсарем у місцевому колгоспі Пам'яті Леніна. З 1992 по 1997 рік навчався у Національному аграрному університеті за спеціальністю «інженер-механік». З серпня 1997 по березень 1998 року працював комбайнером у ВАТ «Агрофірма Славутич». У 1999 році обійняв посаду виконавчого директора сервісно-дилерської служби цього ж акціонерного товариства. У 2000 році — директор ТОВ «Інтерагросервіс». У 2001 році був одним із засновників та директором ТОВ «Технополіс», що мало статус офіційного дилера німецької фірми Claas в Україні. У березні 2002 року був обраний на посаду голови правління ВАТ «Племзавод Яненківський», яку обіймав до червня 2014 року. У 2006 році підприємець заснував ТОВ «Біойл-31», сферою діяльності якого була оптова торгівля сільськогосподарською технікою, а у 2007 році Моругий став власником ВАТ «Племзавод Яненківський», придбавши у декількох сотень фізичних осіб близько 55 % акцій. Того ж року підприємству владося вийти на прибутковий рівень, однак вже у 2008 році господарський суд Київської області відкрив проти Яненківського племзаводу справу про банкрутство. У 2012 році у племзаводу виник конфлікт з жителями села Пологи-Яненки через неякісні розрахунки за земельні паї. Селяни вимагали притягнути Андрія Моругого до відповідальності.
Окрім роботи захоплювався стрибками з парашутом, допомагав рідній школі, займався благочинністю.
У березні 2014 року Моругий був мобілізований Переяслав-Хмельницьким ОМВК, виконував обов'язки заступника командира 3-ї механізованої роти по роботі з особовим складом 1-го механізованого батальйону 72-ї окремої механізованої бригади. Перебуваючи в зоні АТО, витрачав значну кількість власних коштів для придбання засобів захисту та харчування для інших бійців.
13 липня 2014 року колона, у якій рухався Моругий, потрапила під мінометний обстріл бойовиків ДНР. Андрій їхав у першій машині. Поранення у шию виявилося для нього смертельним. Поховали Андрія Моругого 15 липня у рідному селі на Чернігівщині. У нього залишилася дружина та двоє синів.

## Нагороди
- Орден Богдана Хмельницького III ступеня (29 вересня 2014, посмертно) — за особисту мужність і героїзм, виявлені у захисті державного суверенітету та територіальної цілісності України[6]

## Вшанування
29 травня 2015 року на будівлі школи в селі Браниця відкрито меморіальну таблицю пам'яті Андрія Моругого.